# LaDainian Tomlinson
LaDainian Tomlinson (født 23. juni 1979 i Rosebud, Texas) er en tidligere amerikansk NFL-runningback der spillede for San Diego Chargers og New York Jets. Han var kendt som en af de mest alsidige runningbacks i ligaens historie, med en kombination af fart, styrke og smidighed. Tomlinson blev optaget i Pro Football Hall of Fame i 2017.

## Collegekarriere
Tomlinson gik på TCU. I 1999 satte han en NCAA-rekord ved at løbe for 406 yards i en kamp.
TCU trak hans trøje nr. 5 tilbage i 2005.

## NFL karriere
Tomlinson blev valgt i første runde i NFL Draften i 2001 af San Diego Chargers. Han har startet for Chargers, siden han kom ind på holdet, og han har holdrekorden for minimum et touchdown i flest kampe i træk. efter 2009 sæsonen endte han med at stå uden en kontrakt og endte dermed på free agent markedet hvor New York Jets signede ham med en kontrakt på 2 år med en værdi af $5.2 millioner.
efter 2011 sæsonen stod han igen uden en kontrakt. Han skrev under på en 1-dags kontrakt med San Diego Chargers d. 18 Juni 2012 hvor han annoncerede at han ville trække sig tilbage fra den professionelle football verden.
Han er blevet valgt til Pro Bowl i 2002, 2004, 2005 og 2006.

## Trivia
- Tomlinson har løbet for minimum 1200 yards i alle hans sæsoner i NFL.
- Tomlinson holder en NFL-rekord for flest touchdowns på fem sæsoner med 80 styks.
- Tomlinson blev den 19. november 2006 spilleren til at nå 100 touchdowns på kortest tid, nemlig efter bare 89 kampe.
- Tomlinson satte ny rekord ved at score flest touchdown på en sæson, med 31; det svarer til 186 point (ekstrapoint ikke inkluderet)